# Božakovo
Božakovo je naselje u slovenskoj Općini Metliki. Božakovo se nalazi u pokrajini Dolenjskoj i statističkoj regiji Jugoistočnoj Sloveniji. 

## Stanovništvo
Prema popisu stanovništva iz 2002. godine naselje je imalo 119 stanovnika.